# Svenskt finullsfår
Svenskt finullsfår är en svensk fårras som härstammar från det nordiska kortsvansfåret. Rasens fullständiga namn är just Svenskt Finullsfår, men i folkmun kallas det bara finull. Finull är även en ulltyp som beskriver den ull som ofta finns på finullsfår, men även finns inom andra raser. Finskt finullsfår är en fårras som också härstammar från det nordiska kortsvansfåret, men skiljer sig genetiskt från det svenska, även om viss import av finska finullsfår till Sverige har skett under 1900-talet. En vanlig missuppfattning är att namnet finullsfår skulle åsyfta att det kommer från Finland.

## Rasbeskrivning[1]
Rasen kännetecknas av att ullen är mjuk, glansig, silkig och finfibrig, och finns i färgerna vit, svart och brun. Ullen klassificeras i två typer, småkrusig så kallad finull och storkrusig så kallad gobelängull. Skillnaden mellan täck- och bottenull är liten och ullen är likartad över hela kroppen, vilket gör att hela fällen kan användas till samma ändamål. Andra kännetecken är hög fruktsamhet, hög mjölkproduktion, goda modersegenskaper och att tackorna kan gå i brunst året om. Detta gör att finullsfåret är den fårras i Sverige som producerar högst sammanlagd lammvikt per tacka och år. Lamningarna underlättas av den triangulära och nätta huvudformen. Finullsfårets huvud och ben är ullfria och glansiga. Svansen är kort (runt 15 cm) med bred bas och smal, ullfri spets. Öronen är små (ca 10 cm) och tunna, nosryggen är rak eller något konvex. Såväl tackor som baggar saknar horn. Rygglinjen är rak, benen smala och djuren rör sig smidigt och ger ett gracilt intryck. Vuxenvikten för tackor är 50-75 kg och för baggar 75-100 kg, men stora variationer förekommer. Djuren är nyfikna, sociala och tillgivna med livligt temperament. De är goda fodersökare och har förmågan att, utanför dräktighets- och digivningsperioder, livnära sig på magrare beten och hagmark och lämpar sig därför väl till landskapsvård. Värdefulla egenskaper är finullsfårens ”fyra ben”: den unika ullen, de mjuka skinnen, det möra och smakliga köttet samt de goda reproduktionsegenskaperna.

## Bevarande och population
Svenskt finullsfår klassas som en utrotningshotad husdjursras enligt FAO och berättigar till stöd från Jordbruksverket. Bevarandet sker i första hand "in situ", dvs. genom att så många levande djur som möjligt hålls i olika besättningar. Föreningen Svenska Finullsfår är rasförening och verkar för att stötta bevarandearbetet, genom upprättande av avelsplan, hålla kurser samt sprida kunskap om det svenska finullsfåret.
Under år 2017 fanns det 3473 tackor och 254 baggar. Av dessa hölls 2214 tackor respektive 224 baggar i renrasig avel, fördelat på 104 besättningar. Finullsfåret finns spritt över hela Sverige, men är vanligast i södra och mellersta delarna. Mellan åren 2004-2009 ökade populationen Finullsfår i Sverige och var som flest knappa 5000 individer i renrasig avel.
Vid ingången av år 2018 infördes sluten stambok för rasen, vilket innebär att man inte riskerar att inkorsning av andra raser sker i den renrasiga populationen. Härstamningsregistrering och registerhållning sköts av Elitlamm som är kopplade till Svenska Fåravelsförbundet.

## Historik
Under 1930-talet redovisades alla lantrasfår som en och samma ras. En uppdelning på ulltyper gjordes 1935 och från 1936 fördes lantrasfåren i stamboken under tre ulltyper; päls, rya och finull. Pälstypen separerades 1971 till en egen ras och övriga lantrasfår fördes samman till "vit lantras". Fårkontrollen tog 1976 över härstamningsregistreringen av får. Under 1930- och 40-talet gjordes upprepade importer av finsk finull och finullsfåret blev då av många betraktat som finskt. Från 1950-talet har lantrasfåren använts till korsningar med köttrasfår för att höja produktiviteten hos dessa. Antalet lantrasfår sjönk åter kraftigt. På 1980-talet tog intresset för de finulliga lantrasfåren fart igen. Nya importer gjordes från Finland. Svenska Finullsföreningen som bildades 1988 kunde dock visa att de svenska finullsfåren, genetiskt mycket lite påverkats av importerna och 1995 upptog Jordbruksverket Svensk Finull som ras i förteckningen över svenska husdjursraser och från 1998 berättigade rasen till miljöstöd.